# هارالد بور
هارالد بور (Harald Bohr) (مواليد 22 أبريل 1887) هو لاعب كرة قدم. يلعب مع منتخب الدنمارك لكرة القدم.

## وصلات خارجية
- هارالد بور على موقع الموسوعة البريطانية (الإنجليزية)
- هارالد بور على موقع قاعدة بيانات كرة القدم.إي يو (الإنجليزية)
- هارالد بور على موقع أوليمبيديا (الإنجليزية)

- sports-reference.com